# Рамаз Чхиквадзе
Рамаз Григорович Чхиквадзе (28 лютого 1928, Тифліс, СРСР — 17 жовтня 2011, Тбілісі, Грузія) — радянський та грузинський актор театру і кіно. Народний артист СРСР (1981).

## Вибіркова фільмографія
| Рік  |    | Українська назва             | Оригінальна назва                      | Роль                  |
| ---- | -- | ---------------------------- | -------------------------------------- | --------------------- |
| 2008 | ф  | Метеоідіот                   | მეტეოიდიოტი                            | дідусь Георгій        |
| 2001 | ф  | У серпні 44-го…              | В августе 44-го..                      | Сталін                |
| 1989 | ф  | Повернення Ходжи Насреддіна  | Возвращение Ходжи Насреддина           | Ходжа Насреддин       |
| 1988 | ф  | Житіє Дон Кіхота і Санчо     | ცხოვრება დონ კიხოტისა და სანჩო პანსასი | Перес, священник      |
| 1988 | ф  | Ашик-Керіб                   | აშუღი ქარიბი                           | Алі-аґа               |
| 1988 | ф  | Остання молитва Назаре       | ნაზარის უკანასკნელი ლოცვა              | Католікос             |
| 1987 | ф  | Як вдома, як справи?         | Как дома, как дела?                    | дідусь                |
| 1986 | ф  | Скорботна бездушність        | Скорбное бесчувствие                   | Шотовер               |
| 1984 | ф  | Перемога                     | Победа                                 | Сталін                |
| 1982 | ф  | Десь плаче іволга            | Где-то плачет иволга                   | Жак                   |
| 1982 | ф  | Три ляпаси                   | სამი ალიყური                           | майстер-карбувальник  |
| 1981 | ф  | Шлях додому                  | გზა შინისაკენ                          | перший канцелярист    |
| 1981 | ф  | Руки вгору!                  | Руки вверх!                            | Шито-Крито, полковник |
| 1981 | ф  | Три дні спекотного літа      | ცხელი ზაფხულის სამი დღე                | Гіві                  |
| 1979 | ф  | Санта Есперанса              | Санта Эсперанса                        | падре                 |
| 1978 | тф | Комедія помилок              | Комедия ошибок                         | старий актор          |
| 1978 | ф  | Аревік                       | Արևիկ                                  | слідчий               |
| 1977 | ф  | Рача, любов моя              | რაჭა, ჩემო სიყვარულო                   | Апрасіоні, дільничний |
| 1977 | ф  | Сінема                       | სინემა                                 | князь                 |
| 1976 | ф  | Містечко Анара               | ქალაქი ანარა                           | Антон                 |
| 1976 | ф  | Дерево бажання               | ნატვრის ხე                             | Охрохіне              |
| 1976 | ф  | Пожежа, кохання і Помпієро   | სიყვარული, ხანძარი და პომპიერო         | Савле, пожежний       |
| 1975 | ф  | Утеча вдосвіта               | გაქცევა გათენებისას                    | Даніел                |
| 1973 | ф  | Викрадення місяця            | მთვარის მოტაცება                       | Шардін Алшибайа       |
| 1973 | ф  | Мелодії Верійського кварталу | ვერის უბნის მელოდიები                  | Панкес                |
| 1972 | ф  | Саджанці                     | ნერგები                                | Лука                  |
| 1971 | ф  | Намисто для моєї коханої     | სამკაული ჩემი სატრფოსათვის             | Дауді, шахрай         |
| 1967 | ф  | Благання                     | ვედრება                                | Мацілі                |
| 1959 | ф  | День останній, день перший   | დღე უკანასკნელი, დღე პირველი           | таксист               |
| 1957 | ф  | Гімн Етері                   | ეთერის სიმღერა                         | Вано                  |
| 1954 | ф  | Бабка                        | ჭრიჭინა                                | Шота                  |